# الن دو پورتالس
الن دو پورتالس (انگلیسی: Hélène de Pourtalès; ۲۸ آوریل ۱۸۶۸ – ۲ نوامبر ۱۹۴۵) قایقران قایق بادبانی اهل سوئیس بود.
او بعنوان اولین زن قهرمان المپیک شناخته می شود.